# Jacopo Daino
Jacopo Daino (Mantova, ... – 1563/1580) è stato un notaio e storico italiano.

## Biografia
Fu uno storico mantovano che compilò la prima genealogia attendibile della famiglia Gonzaga.
Nella sua qualità di sovrintendente degli archivi ducali al tempo del marchese Francesco II Gonzaga, ebbe modo infatti di esaminare parecchi documenti originali relativi alla storia gonzaghesca. A lui si deve la ricostruzione delle origini dei Gonzaga, che vogliono Corbellino da Gonzaga il primo membro noto della famiglia, che nel 1189 si inurbò a Mantova.
Nel 1525 fu al seguito dei dignitari che accompagnarono a Roma la marchesa Isabella d'Este.

## Opere
- De Origine et Genealogia Illustrissimae Domus dominorum de Gonzaga, 1543 circa.